# Tsnori
Tsnori (Georgisch: წნორი) is een stad in het oosten van Georgië met 4.776 inwoners (2024), gelegen in gemeente Signagi (regio (mchare) Kacheti). Het is de grootste plaats van de gemeente. Tsnori ligt nabij het toeristische Signagi, in de Alazani-vallei aan de voet van het Gomborigebergte op een hoogte van 250-350 meter boven zeeniveau. Tsnori ligt 110 kilometer ten oosten van hoofdstad Tbilisi via de Kacheti Highway.

## Geschiedenis
Tsnori droeg tot 1938 de naam Sakobosoebani (საქობოსუბანი) of ook wel Sakobo (საქობო. In het Georgisch betekent Tsnori 'wilg', die in deze omgeving veel groeien. In 1965 kreeg de plaats stadsrechten, onder meer vanwege de economische functie van de stad in de planeconomie van de Sovjet-Unie met wijn-, conserven-, melk-, boter-, bier- en limonadefabrieken, alsmede pluimvee- en veeteeltcomplexen. Tijdens de Sovjetperiode omvatte de bestuurlijke gemeenschap Tsnori ook de dorpen Asanoeri en Kvenakeli die later geheel op zijn gegaan in de stad.

### Spoorlijn
Sinds 1915 is Tsnori per spoor verbonden met Tbilisi en Telavi en is het het eindpunt van de Goerdzjaani - Tsnori tak van de "Kacheti spoorlijn". In de jaren 1990 werden de passagiersdiensten op deze lijn echter opgeschort. Regelmatig wordt geopperd de passagiersverbindingen weer tot leven te wekken.

### Kabelbaan
Tussen 1981 en 1995 was een 4,5 kilometer lange kabelbaan actief tussen Tsnori en het boven de stad gelegen Signagi, vooral ten behoeve van de honderden fabrieksmedewerkers in Signagi en ambtenaren van het districtscentrum. Sindsdien is de infrastructuur geplunderd en zijn alleen nog de karkassen van de twee stations overeind.

## Demografie
Begin 2024 had Tsnori 4.776 inwoners, een geringe daling sinds de volkstelling van 2014. Tsnori is de grootste en belangrijkste plaats van de gemeente Signagi. 
De bevolking van Tsnori bestond volgens de volkstelling van 2014 voor 93,6% uit Georgiërs. De belangrijkste etnische minderheden zijn Russen (1,7%) en Armeniërs (1,6%).
| Aantal                                                           | - | 1.789 | 6.010 | 2.809 | 2,517 | 2,912 | 6,066 | 4.815 | 4.746 | 4.776 |
| Verantwoording data: Bevolkingsstatistiek Georgië 1897 tot heden |   |       |       |       |       |       |       |       |       |       |

## Vervoer
Tsnori is met het westen van het land en hoofdstad Tbilisi verbonden via de international route S5 Kacheti Highway (Tbilisi - Sagaredzjo - Tsnori - Lagodechi) die in oostelijke richting naar de Azerbeidjzaanse grens leidt. Verder is Tsnori met het nabijgelegen gemeentelijk centrum Signagi verbonden via de nationale route Sh175 die in 7,5 kilometer een hoogte van 500 meter in het Gomborigebergte overbrugt. Verder is Tsnori het beginpunt van de Sh39, een belangrijke ontsluitingsroute voor de  gemeente Dedoplistskaro.